# Convergència i Unió
| Europäische Partei        | Europäische Partei                                                     |
| Logo                      | Logo                                                                   |
| ------------------------- | ---------------------------------------------------------------------- |
|                           |                                                                        |
| Convergència i Unió (CiU) |                                                                        |
| Verbreitung:              | Katalonien                                                             |
| Gründungsdatum:           | 19. September 1978                                                     |
| Gründungsort:             |                                                                        |
| Auflösung:                | 18. Juni 2015                                                          |
| Parteipräsident:          | Artur Mas i Gavarró                                                    |
| Generalsekretär:          | Ramon Espadaler                                                        |
| Gründungspräsident:       | Jordi Pujol i Soley                                                    |
| Parteigliederung:         | 8 Regionale Gliederungen (katalanisch Federació) in Katalonien         |
| Jugendorganisation:       | UDC: Unió de Joves (UJ), CDC: Joventut Nacionalista de Catalunya (JNC) |
| Ausrichtung:              | liberal (CDC), christdemokratisch (UDC), katalanisch-nationalistisch   |
| Anschrift:                | Còrsega, 331–333 08037 Barcelona                                       |
| Webseite:                 | www.ciu.cat                                                            |
| Europa-Partei:            | ELDR (CDC), EVP (UDC)                                                  |
| Stärke                    |                                                                        |
| Kat. Parlament:           | 50 Sitze = 30,7 % (1.)                                                 |
| Congreso:                 | 16 von 350 Sitzen = 4,17 % (3.)                                        |
| Senado                    | 13 von 266 Sitzen (3.)                                                 |
| EU-Parlament:             | 2 von 54 spanischen Sitzen                                             |
| Autonomien:               | Regierung in: Katalonien                                               |

Convergència i Unió [kumbəɾˈʒεnsiə i uniˈo] (CiU) war ein Parteienbündnis mit regionaler Verankerung in der spanischen Autonomen Region Katalonien. Es ging 1978 aus dem Zusammenschluss der Convergència Democràtica de Catalunya (CDC, Demokratischer Pakt Kataloniens) und der Unió Democràtica de Catalunya (UDC, Demokratische Union Kataloniens) hervor. Am 18. Juni 2015 wurde das Bündnis aufgelöst.

## Mitgliedsparteien
Seit 2001 war die CiU ein nach spanischem Recht möglicher Parteienverband (federación de partidos), dessen Mitglieder die Parteien CDC und UDC waren. Die CiU verfügte als solcher über eigene Organe (Vorstand, Parteitage etc.). Daneben bestanden jedoch auch CDC und UDC als rechtlich selbständige Parteien mit ihren eigenen Organen weiter.
Die 1974 gegründete CDC ist eine Partei liberaler Prägung und Mitglied der Allianz der Liberalen und Demokraten für Europa. Die 1931 während der Zweiten Republik gegründete UDC ist eher christdemokratisch ausgerichtet und Teil der Europäischen Volkspartei.
Zuletzt war Artur Mas, der Vorsitzende der CDC, auch Vorsitzender der CiU, Josep Antoni Duran i Lleida, der Vorsitzende der UDC, auch Generalsekretär der CiU.

## Geschichte

### 1977 bis 1979
Nach dem Ende der Franco-Diktatur fanden 1977 die ersten freien Wahlen statt. In diesen wurden das Abgeordnetenhaus und der Senat der verfassungsgebenden Cortes Generales gewählt. Bei den Wahlen zum Abgeordnetenhaus traten CDC und UDC jeweils im Bündnis mit anderen katalanischen Parteien getrennt an, bei den gleichzeitigen Wahlen zum Senat jedoch bereits gemeinsam. Sie bildeten aber auch im Abgeordnetenhaus eine gemeinsame Fraktion (zusammen mit der ERC). Der Fraktionsvorsitzende Miquel Roca gehörte der Kommission aus sieben Abgeordneten an, die mit der Ausarbeitung des Entwurfs der neuen Verfassung befasst war, und damit zu den später so genannten padres de la constitución („Väter der Verfassung“). Die Abgeordneten und Senatoren von CDC und UDC stimmten für die neue Verfassung, welche die Schaffung der Autonomen Gemeinschaften vorsah, und die beiden Parteien riefen in der Volksabstimmung zu ihrer Annahme auf.
1978 schlossen sich UDC und CDC unter der Bezeichnung als Convergència i Unió (CiU) für kommende Wahlen als Wahlbündnis zusammen und traten bei den Wahlen zu den Cortes Generales vom 1. März 1979 zum ersten Mal als solches an. Kurz nach der Wahl begann die parlamentarische Arbeit an dem Autonomiestatut für Katalonien, dem die Abgeordneten der CiU ebenfalls zustimmten und das nach einer Volksabstimmung in Katalonien im Dezember 1979 in Kraft trat.

### 1980 bis 2003: Regierungspartei in Katalonien
Daraufhin fanden am 20. März 1980 die ersten Wahlen zum katalanischen Regionalparlament statt, aus denen die CiU sowohl nach Stimmen als auch nach Sitzen als stärkste Kraft hervorging. Zum Ministerpräsidenten der Region (President de la Generalitat) wurde der Spitzenkandidat der CiU Jordi Pujol gewählt, der dieses Amt über sechs Legislaturperioden bis 2003 innehatte. Von 1984 bis 1995 verfügte die CiU dabei über eine absolute Mehrheit im Regionalparlament, danach regierte Pujol mit einer Minderheitsregierung.
Nach der Regionalwahl im Jahr 1999, bei der die CiU nach der Zahl der Stimmen zwar hinter die PSC zurückgefallen, aber nach der Zahl der Mandate weiterhin stärkste Kraft im Parlament geblieben war, bereitete Pujol seinen Rückzug aus der Politik vor und Artur Mas wurde als sein Nachfolger aufgebaut.
Während es sich bis dahin bei der CiU lediglich um ein Wahlbündnis gehandelt hatte, das von der CDC und der UDC zu jeder Wahl neu gebildet wurde, schlossen sich die beiden Parteien Ende 2001 zu einem Parteienverband (federación de partidos) zusammen, der nicht nur zu Wahlzeiten besteht und über eigene Organe verfügt.

### 2003 bis 2010: Opposition in Katalonien
Nach der Regionalwahl von 2003, zu der die CiU erstmals mit Artur Mas als Spitzenkandidat antrat, bildete sich eine Linkskoalition aus PSC, ERC und ICV. Die CiU musste erstmals seit 23 Jahren in Katalonien den Gang in die Opposition antreten. In dieser Legislaturperiode wurde ein neues Autonomiestatut für Katalonien erarbeitet. Hierfür war ein breiter Konsens erforderlich, weil zu seiner Verabschiedung eine 2/3-Mehrheit im Regionalparlament, eine Mehrheit im gesamtspanischen Parlament in Madrid und schließlich noch die Annahme in einer Volksabstimmung in Katalonien notwendig war. Das neue Autonomiestatut wurde schließlich 2006 mit den Stimmen der CiU angenommen, die auch bei der Volksabstimmung für dessen Annahme warb.
Auch nach der auf die Annahme des neuen Autonomiestatuts folgenden Wahl zum Regionalparlament im Jahre 2006 bildete sich wieder eine Koalition aus PSC, ERC und ICV und die CiU blieb in der Opposition.

### 2010: Rückkehr an die Regierung
Nach der Regionalwahl von 2010 kehrte die CiU mit Artur Mas als Ministerpräsident an der Spitze einer zunächst von der PSC tolerierten Minderheitsregierung in die Regierungsverantwortung zurück.

### 2012: Hinwendung zum „sobiranisme“
Entsprechend dieser pragmatischen Haltung spielte die Frage der Unabhängigkeit Kataloniens von Spanien bis 2012 in der Politik der CiU keine besonders bedeutende Rolle. Sie wurde nur von Teilen des Bündnisses ernsthaft und in absehbarer Zeit gefordert. Dies änderte sich nach dem 11. September 2012. An diesem Tag, dem Nationalfeiertag Kataloniens, fand in Barcelona unter dem Motto „Catalunya nou Estat d’Europa“ (Katalonien, ein neuer Staat Europas) eine Demonstration der Unabhängigkeitsbewegung statt. Der Zustrom übertraf die Erwartungen erheblich. Die Teilnehmerzahl betrug (je nach Quelle) zwischen 600.000 und 2 Mio. (also zwischen 8 und 25 % der Gesamteinwohnerzahl der Region). Am nächsten Tag äußerte Ministerpräsident Artur Mas im Rahmen einer offiziellen Erklärung, dass jetzt die Zeit gekommen sei, Katalonien mit „staatlichen Strukturen“ zu versehen.
In der Generaldebatte über die Politik seiner Regierung kündigte Mas am 25. September 2012 im Regionalparlament an, Neuwahlen für den 25. November 2012 anzuberaumen. Er begründete dies mit der außergewöhnlichen Lage, die mit der Massendemonstration vom 11. September und der Weigerung des spanischen Ministerpräsidenten Mariano Rajoy (PP), in Verhandlungen über eine Neuordnung der Finanzbeziehungen zwischen dem Staat und der Region einzutreten, entstanden sei. In dieser Debatte nahm das Regionalparlament u. a. mit den Stimmen der CiU eine Resolution an, in der für die nächste Legislaturperiode eine Volksbefragung in Katalonien über das zukünftige Verhältnis der Region zu Spanien gefordert wurde.
Entsprechend der Vorgeschichte war der Wahlkampf stark durch dieses Thema geprägt. Die CiU vermied in ihrem Wahlprogramm zwar die Verwendung des Begriffes „Unabhängigkeit“, forderte als Ziel des Prozesses für Katalonien aber einen „eigenen Staat“ im Rahmen der Europäischen Union.
Die CiU wurde dann bei der Regionalwahl am 25. November 2012 zwar erneut stärkste Kraft, blieb aber weit hinter ihren eigenen Erwartungen zurück und verbuchte sogar das schlechteste Ergebnis bei Regionalwahlen seit 1984. Die Linksnationalisten der ERC hingegen, die in ihrem Wahlprogramm auch den Begriff der „Unabhängigkeit“ gebraucht hatten, konnten die Anzahl ihrer Mandate mehr als verdoppeln.
Nach der Wahlniederlage kam es zu Spannungen zwischen der stärker nationalistisch ausgerichteten CDC und der UDC. Der Vorsitzende der UDC, Josep Antoni Duran i Lleida, kritisierte in einem Interview, dass sich die CiU im Wahlkampf nicht auch um die Stimmen zwar katalanisch-nationalistisch aber gegen eine Unabhängigkeit von Spanien eingestellter Wähler bemüht habe.
CiU und ERC schlossen nach der Wahl im Dezember 2012 ein Tolerierungsabkommen, woraufhin Artur Mas mit den Stimmen dieser beiden Gruppierungen vom Regionalparlament erneut zum Ministerpräsidenten gewählt wurde. Das Abkommen sieht vor, die Rahmenbedingungen dafür zu schaffen, dass im Jahr 2014 in Katalonien eine Volksbefragung darüber stattfindet, ob die Region einen „Staat im europäischen Rahmen“ bilden soll. Als ersten Schritt in diesem Prozess solle das Regionalparlament eine „Erklärung über die Souveränität des Volkes von Katalonien“ verabschieden.

### 2015: Spannungen zwischen CDC und UDC und Auflösung der CiU
Bereits im Januar 2015 kündigte der katalanische Ministerpräsident Mas (CDC) vorgezogene Neuwahlen zum Regionalparlament für den 27. September 2015 an, die einen „plebiszitären“ Charakter über die Frage der Unabhängigkeit der Region haben sollen. Die CDC unterzeichnete im März 2015 gemeinsam mit anderen katalanisch-nationalistischen Kräften eine Erklärung, wonach das im September 2015 gewählte Parlament einen verfassungsgebenden Prozess einleiten soll. Die UDC unterzeichnete diese Erklärung nicht. Ihre Mitglieder nahmen im Juni 2015 vielmehr in einer Urabstimmung mit knapper Mehrheit einen Vorschlag an, der eine einseitige Unabhängigkeitserklärung und die „Einleitung eines sich nicht im Rahmen der Legalität bewegenden verfassungsgebenden Prozesses“ ausschließt.
Daraufhin forderte die CDC die UDC am 15. Juni 2015 auf, „unverzüglich“ mitzuteilen, ob sie weiter zu den Unabhängigkeitsplänen des Ministerpräsidenten Mas stehe und beabsichtige, bei den Regionalwahlen im September 2015 gemeinsam mit der CDC anzutreten. Der Vorstand der UDC reagierte auf dieses Ultimatum mit dem Beschluss, ihre drei Minister aus der katalanischen Regionalregierung abzuziehen.
Am 16. Juni 2015 erklärte der Generalsekretär der CDC nach einer Vorstandssitzung der Partei „das Projekt CiU“ für beendet. Auf Grund eines andauernden Zerwürfnisses in der Koalition wurde das Bündnis am 18. Juni 2015 aufgelöst.

## Politische Bedeutung auf kommunaler Ebene
In Katalonien hat die CiU auch auf kommunaler Ebene entscheidende Bedeutung. Bis zur Kommunalwahl im Jahr 2011 stellte allerdings in den Provinzhauptstädten Barcelona, Tarragona, Girona und Lleida die PSC den Bürgermeister. Seitdem stellt die CiU jedoch auch die Bürgermeister von Barcelona und Girona.

## Politische Bedeutung auf der gesamtspanischen Ebene
Auch in der Politik auf gesamtspanischer Ebene spielte die CiU seit 1979 eine wichtige Rolle. So stellt sie ununterbrochen seit der Wahl im Jahre 2000 die drittgrößte Fraktion im Abgeordnetenhaus. Insbesondere in den Legislaturperioden, in denen keine der beiden großen Parteien (PP und PSOE) über eine absolute Mehrheit verfügte, diente die CiU als wichtiger „Mehrheitsbeschaffer“ und stellte durch ihr Abstimmungsverhalten die Regierbarkeit des Landes sicher. Sie trat allerdings nie in eine Regierungskoalition ein. Im Gegenzug machten die Regierungsparteien Zugeständnisse an die politischen Forderungen der CiU, insbesondere in der Frage der Finanzierung und Kompetenzen der Autonomen Gemeinschaften. So erhielten die Regionen nach der Wahl 1993 von der PSOE-Regierung erstmals einen Anteil von 15 % der auf ihrem jeweiligen Gebiet vereinnahmten Einkommensteuer. Nach der Wahl 1996 wurde dieser Anteil von der PP-Regierung auf 30 % erhöht und die Region Katalonien erhielt u. a. die Zuständigkeit für die Straßenverkehrspolizei, die aktive Arbeitsmarktpolitik und die Seehäfen auf ihrem Gebiet.

## Wahlergebnisse
Bei den bisherigen Wahlen zum spanischen Abgeordnetenhaus (insgesamt 350 Sitze) erzielte die CiU folgende Ergebnisse:
| Wahlen | Stimmanteil  | Stimmanteil | Sitze     | Sitze | Sitze |
| ------ | ------------ | ----------- | --------- | ----- | ----- |
|        | ganz Spanien | Katalonien  | insgesamt | CDC   | UDC   |
| 1979   | 2,69 %       | 16,38 %     | 8         | 7     | 1     |
| 1982   | 3,67 %       | 22,48 %     | 12 1      | 8     | 3     |
| 1986   | 5,02 %       | 32,00 %     | 18        | 13    | 5     |
| 1989   | 5,04 %       | 32,68 %     | 18        | 13    | 5     |
| 1993   | 4,94 %       | 31,82 %     | 17        | 12    | 5     |
| 1996   | 4,60 %       | 29,61 %     | 16        | 11    | 5     |
| 2000   | 4,19 %       | 28,79 %     | 15 1      | 10    | 4     |
| 2004   | 3,23 %       | 20,78 %     | 10        | 6     | 4     |
| 2008   | 3,03 %       | 20,93 %     | 10        | 6     | 4     |
| 2011   | 4,17 %       | 29,35 %     | 16        | 10    | 6     |

Bei den bisherigen Wahlen zum Regionalparlament von Katalonien (insgesamt 135 Sitze) erzielte die CiU folgende Ergebnisse:
| Wahlen | Stimmanteil | Sitze     | Sitze | Sitze | Regierungsbeteiligung                                      |
| Wahlen | Stimmanteil | insgesamt | CDC   | UDC   | Regierungsbeteiligung                                      |
| ------ | ----------- | --------- | ----- | ----- | ---------------------------------------------------------- |
| 1980   | 28,00 %     | 43 1      | 33    | 8     | Minderheitsregierung der CiU                               |
| 1984   | 47,03 %     | 72 2      | 55    | 16    | CiU-Regierung (absolute Mehrheit) 7                        |
| 1988   | 45,72 %     | 69 3      | 53    | 15    | CiU-Regierung (absolute Mehrheit)                          |
| 1992   | 46,19 %     | 70 4      | 53    | 16    | CiU-Regierung (absolute Mehrheit)                          |
| 1995   | 40,95 %     | 60 2      | 45    | 14    | Minderheitsregierung der CiU                               |
| 1999   | 37,70 %     | 56 5      | 40    | 13    | Minderheitsregierung der CiU                               |
| 2003   | 30,94 %     | 46        | 33    | 13    |                                                            |
| 2006   | 31,52 %     | 48        | 32    | 16    |                                                            |
| 2010   | 38,43 %     | 62 6      | 43    | 18    | Minderheitsregierung der CiU                               |
| 2012   | 30,70 %     | 50        | 39    | 11    | Minderheitsregierung der CiU, Tolerierungsabkommen mit ERC |